# نانسی بریلی
نانسی بریلی (ایتالیایی: Nancy Brilli؛ زادهٔ ۱۰ آوریل ۱۹۶۴) بازیگر اهل ایتالیا است.

## زندگی حرفه‌ای
او در رم متولد شد و به سینما توسط پاسکواله اسکویتیری معرفی شد؛ که اولین نقش خود را در فیلم کلارتا بازی کرد. در سال ۱۹۹۰ برنده جایزه دیوید دوناتلو بهترین نقش بازیگر زن مکمل و روبان نقره‌ای در همان دسته شد.
از فیلم‌ها یا مجموعه‌های تلویزیونی که وی در آن‌ها نقش داشته‌است، می‌توان به کاترینا و دخترانش، زیبایی زنان، هم‌کلاسی‌ها، سوءتفاهم‌های جزئی، سفارش‌ها، طعم تو و تابستانی کنار دریا اشاره نمود.